# Gilley (Haute-Marne)

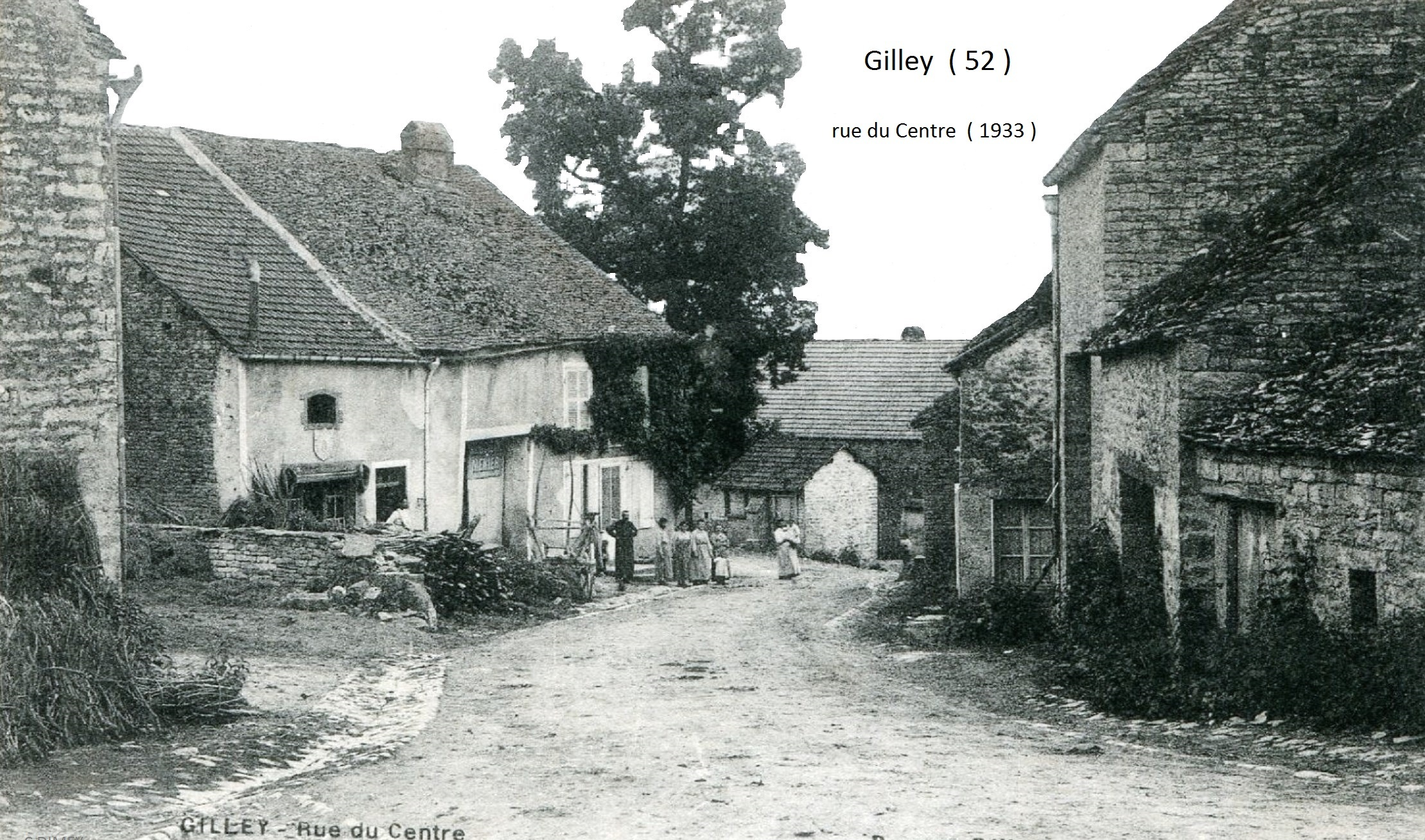
Hauptstrasse Gilley (1933)

Gilley ist eine französische Gemeinde mit 67 Einwohnern (Stand 1. Januar 2022) im Département Haute-Marne in der Region Grand Est. Sie gehört zum Arrondissement Langres und zum Kanton Chalindrey. Die Bewohner werden Gratte-Murgers und Gratte-Murgères genannt.
Die Gemeinde erhielt 2022 die Auszeichnung „Zwei Blumen“, die vom Conseil national des villes et villages fleuris (CNVVF) im Rahmen des jährlichen Wettbewerbs der blumengeschmückten Städte und Dörfer verliehen wird.

## Geografie
Die Gemeinde Gilley liegt an der Grenze zum Département Haute-Saône, etwa 35 Kilometer südöstlich von Langres. Im Gemeindegebiet von Gilley versickert der Fluss Vannon im karstigen Untergrund. Umgeben wird Gilley von folgenden Nachbargemeinden:
| Genevrières |                                             | Savigny                             |
| Tornay      | Kompassrose, die auf Nachbargemeinden zeigt | Valleroy                            |
|             | Argillières (Haute-Saône)                   | Fouvent-Saint-Andoche (Haute-Saône) |

## Bevölkerungsentwicklung
| Jahr                       | 1962 | 1968 | 1975 | 1982 | 1990 | 1999 | 2008 | 2018 |
| -------------------------- | ---- | ---- | ---- | ---- | ---- | ---- | ---- | ---- |
| Einwohner                  | 132  | 124  | 129  | 105  | 84   | 65   | 76   | 67   |
| Quellen: Cassini und INSEE |      |      |      |      |      |      |      |      |

## Sehenswürdigkeiten
- Bürgermeisteramt (Mairie) aus dem 17. Jahrhundert, Eingang seit 1929 als Monument historique eingeschrieben